# Luis Cresencio Sandoval
Luis Cresencio Sandoval, né le 7 février 1960 à Ensenada (Basse Californie), est un militaire mexicain, général et secrétaire à la Défense nationale du gouvernement López Obrador de 2018 à 2024.

## Biographie
Luis Cresencio Sandoval González, naît en février 1960 à Ensenada (Basse Californie). Au Collège militaire héroïque (es), la principale institution d'éducation militaire mexicaine, il passe son baccalauréat et suit les études de formation des gradés de l'Armée. Il passe de plus une licence en administration militaire à l'École supérieure de guerre. Il est aussi titulaire d'une maîtrise en administration militaire pour la sécurité et la défense nationale.
Il a été commandant de section dans le 3e bataillon de police militaire dans la Ville de Mexico, chef de section technique et secrétaire particulier de l'administrateur général du Secrétariat à la Défense nationale, puis sous-chef d'État Major de la caserne générale de la 20e zone militaire de Colima, ainsi que sous-chef des 5e et 6e sections de l'État Major présidentiel, et commandant de la 4e région militaire.
Dans le milieu de la politique extérieure, il a été militaire adjoint à l'ambassade du Mexique à Washington DC.
Il est chevalier de l'ordre national du mérite français.
Entre 2011 et 2012, il est chargé de la sécurité de la prison de Piedras Negras, dans l’État de Coahuila. Sous son mandat, le cartel des Zetas opère librement dans la prison, y faisant exécuter ou disparaître plus de cent cinquante personnes, selon une enquête de la Commission nationale des droits humains.
Il est nommé secrétaire à la Défense nationale lors de la formation gouvernement López Obrador en décembre 2018, possiblement sous pression de l'armée.